# Hookeriales
Hookeriales är en ordning av bladmossor. Hookeriales ingår i klassen egentliga bladmossor, divisionen bladmossor och riket växter. Enligt Catalogue of Life omfattar ordningen Hookeriales 818 arter. 
Kladogram enligt Catalogue of Life:
| Hookeriales | \| \| Daltoniaceae \| \| \| \| \| \| Hookeriaceae \| \| \| \| |
|             | \| \| Daltoniaceae \| \| \| \| \| \| Hookeriaceae \| \| \| \| |
|             | Archidiales                                                   |
|             |                                                               |
|             | Bryales                                                       |
|             |                                                               |
|             | Buxbaumiales                                                  |
|             |                                                               |
|             | Dicranales                                                    |
|             |                                                               |
|             | Fissidentales                                                 |
|             |                                                               |
|             | Funariales                                                    |
|             |                                                               |
|             | Grimmiales                                                    |
|             |                                                               |
|             | Hypnales                                                      |
|             |                                                               |
|             | Hypnobryales                                                  |
|             |                                                               |
|             | Isobryales                                                    |
|             |                                                               |
|             | Leucodontales                                                 |
|             |                                                               |
|             | Orthotrichales                                                |
|             |                                                               |
|             | Polytrichales                                                 |
|             |                                                               |
|             | Pottiales                                                     |
|             |                                                               |
|             | Schistostegiales                                              |
|             |                                                               |
|             | Seligerales                                                   |
|             |                                                               |
|             | Tetraphidae                                                   |
|             |                                                               |
|             | Tetraphidales                                                 |
|             |                                                               |
|             | Daltoniaceae                                                  |
|             |                                                               |
|             | Hookeriaceae                                                  |
|             |                                                               |

|  | Daltoniaceae |
|  |              |
|  | Hookeriaceae |
|  |              |

## Bildgalleri

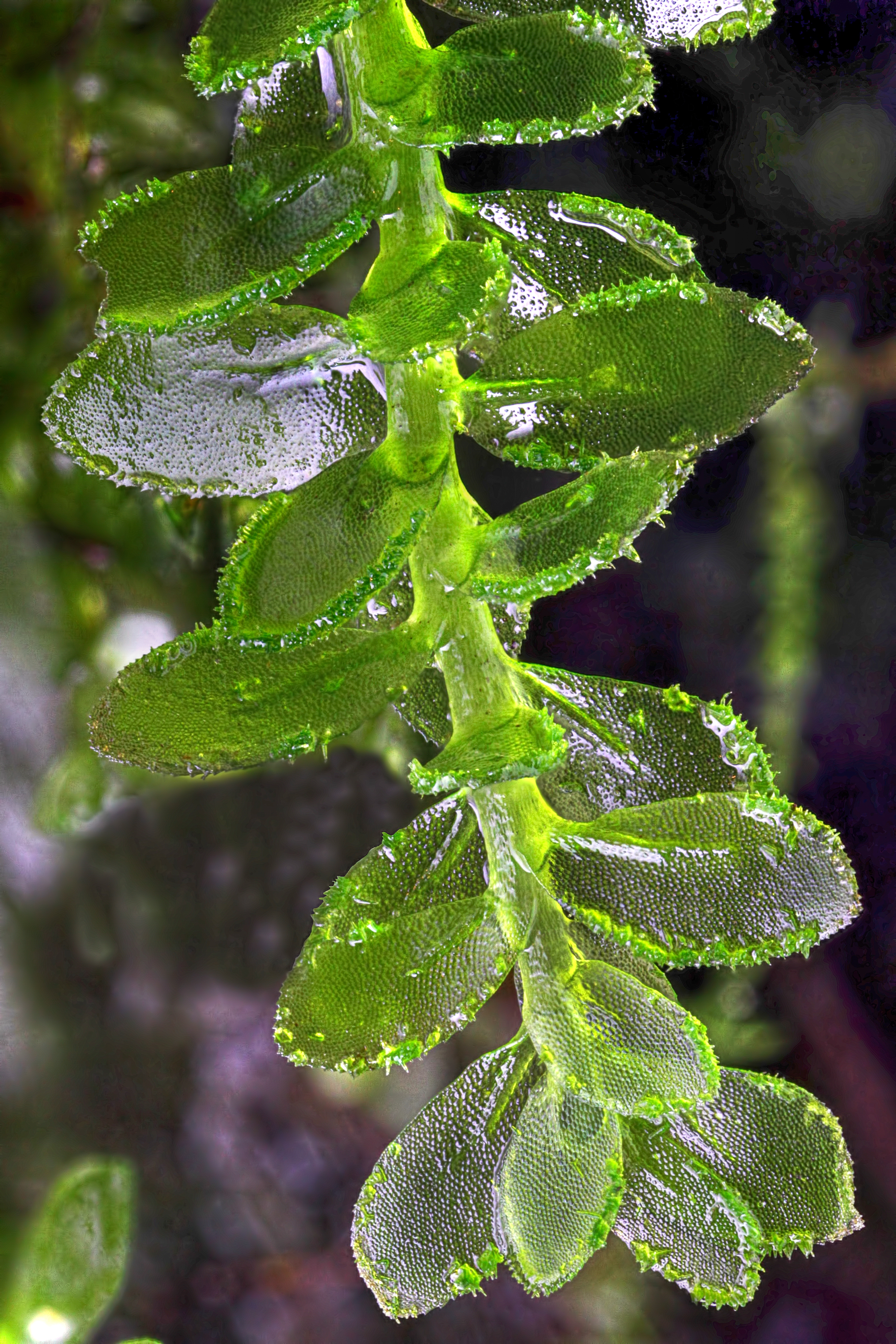
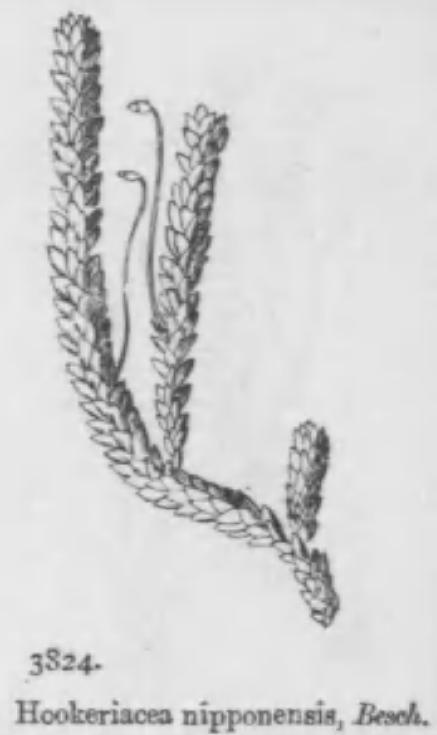
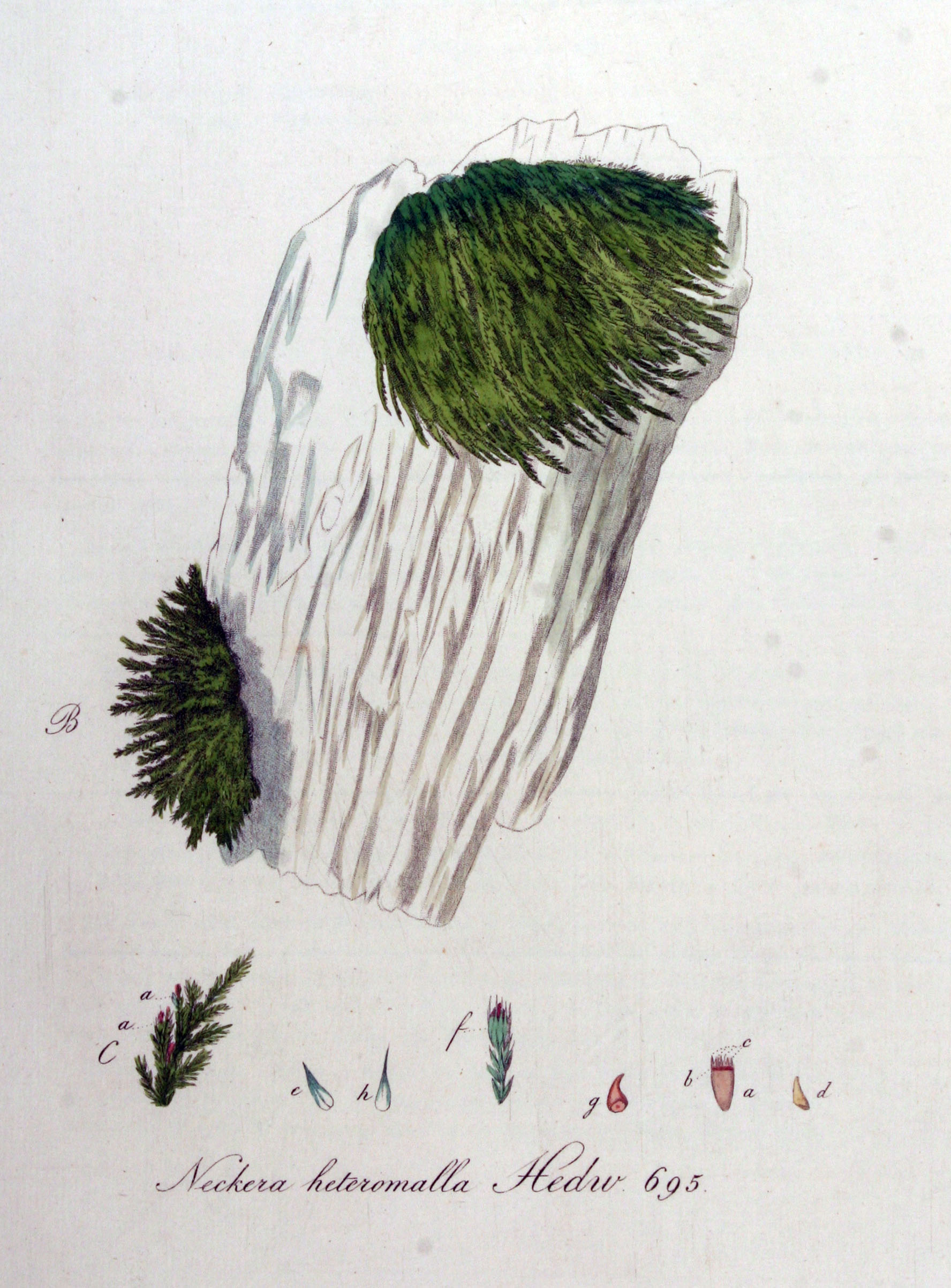
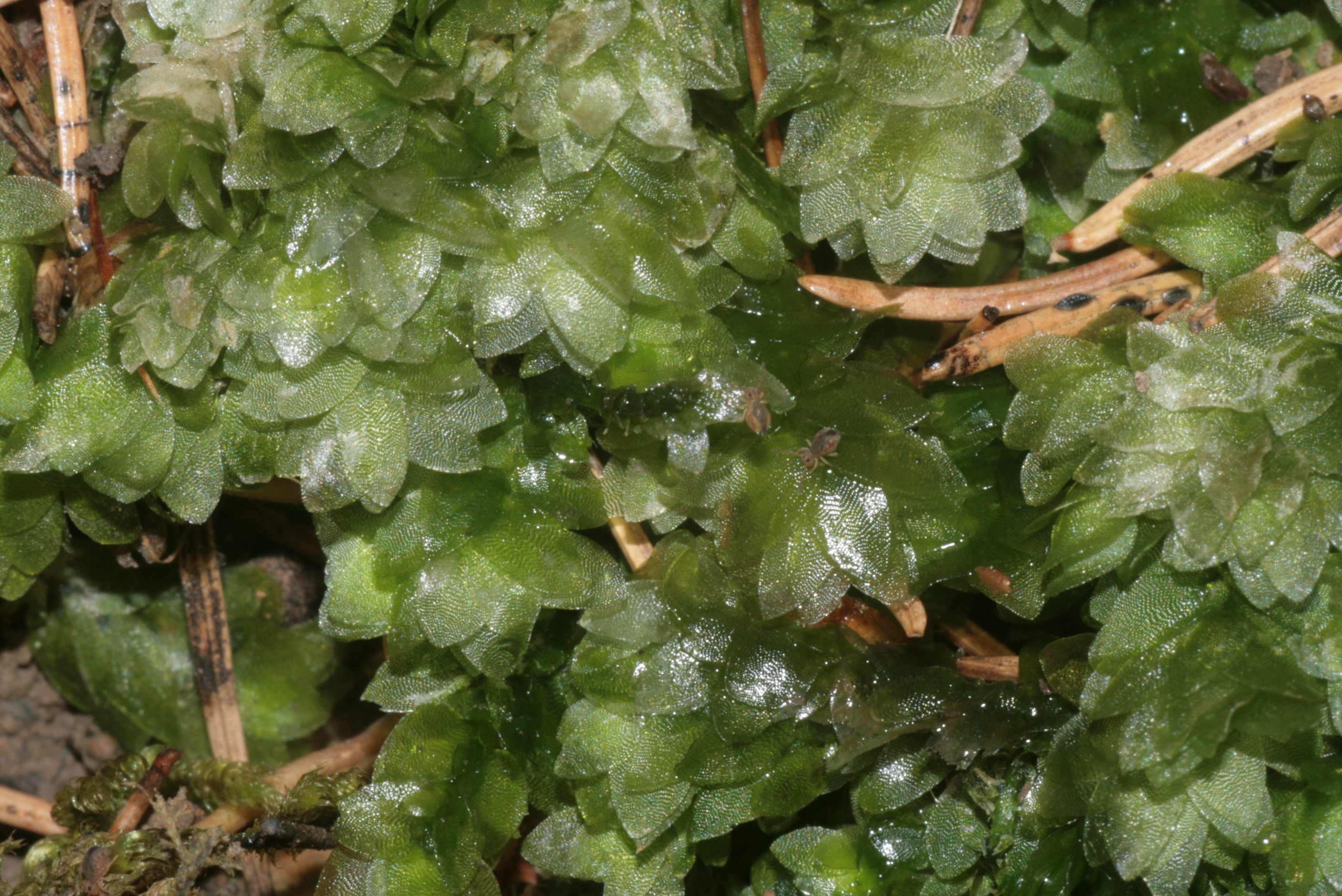
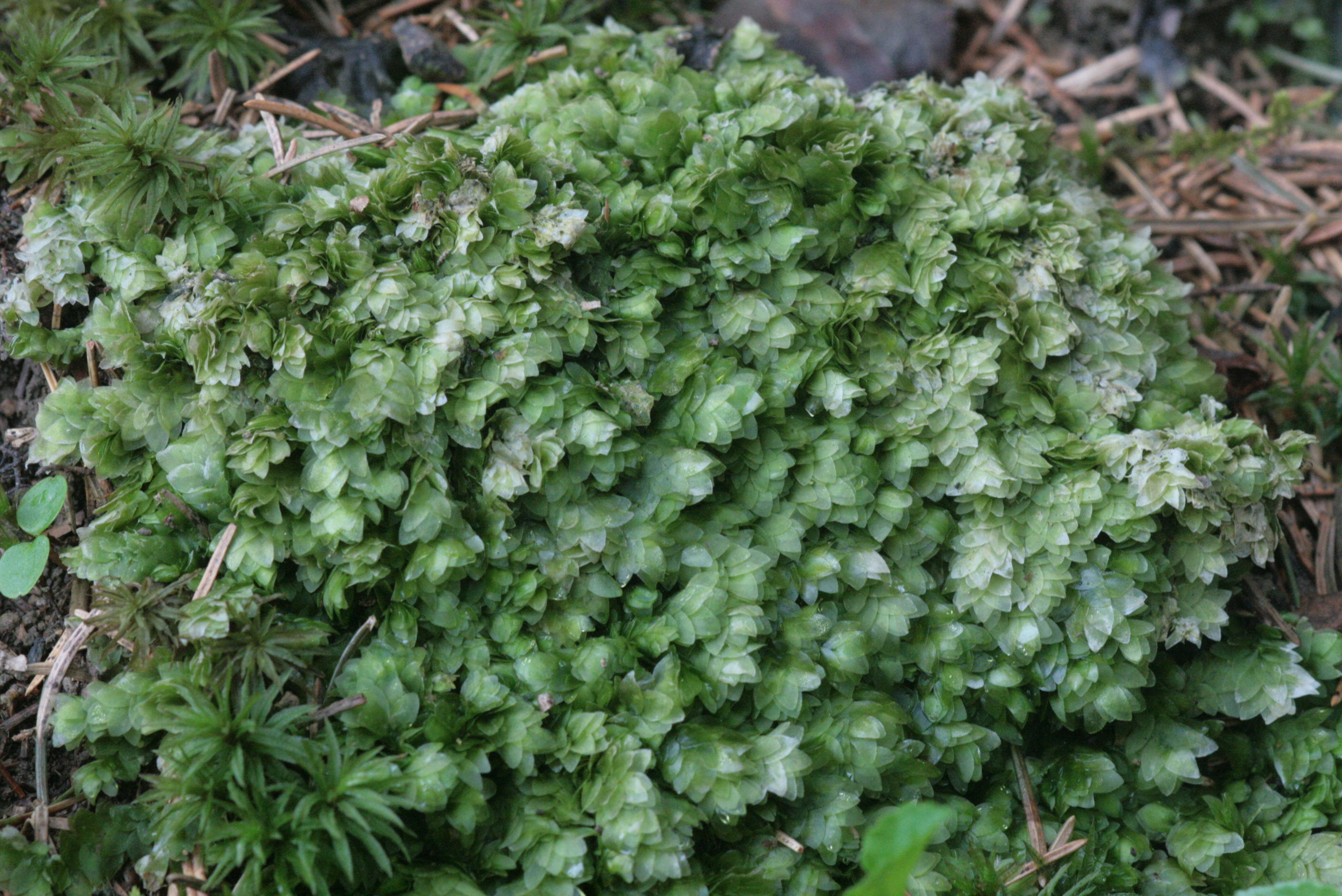
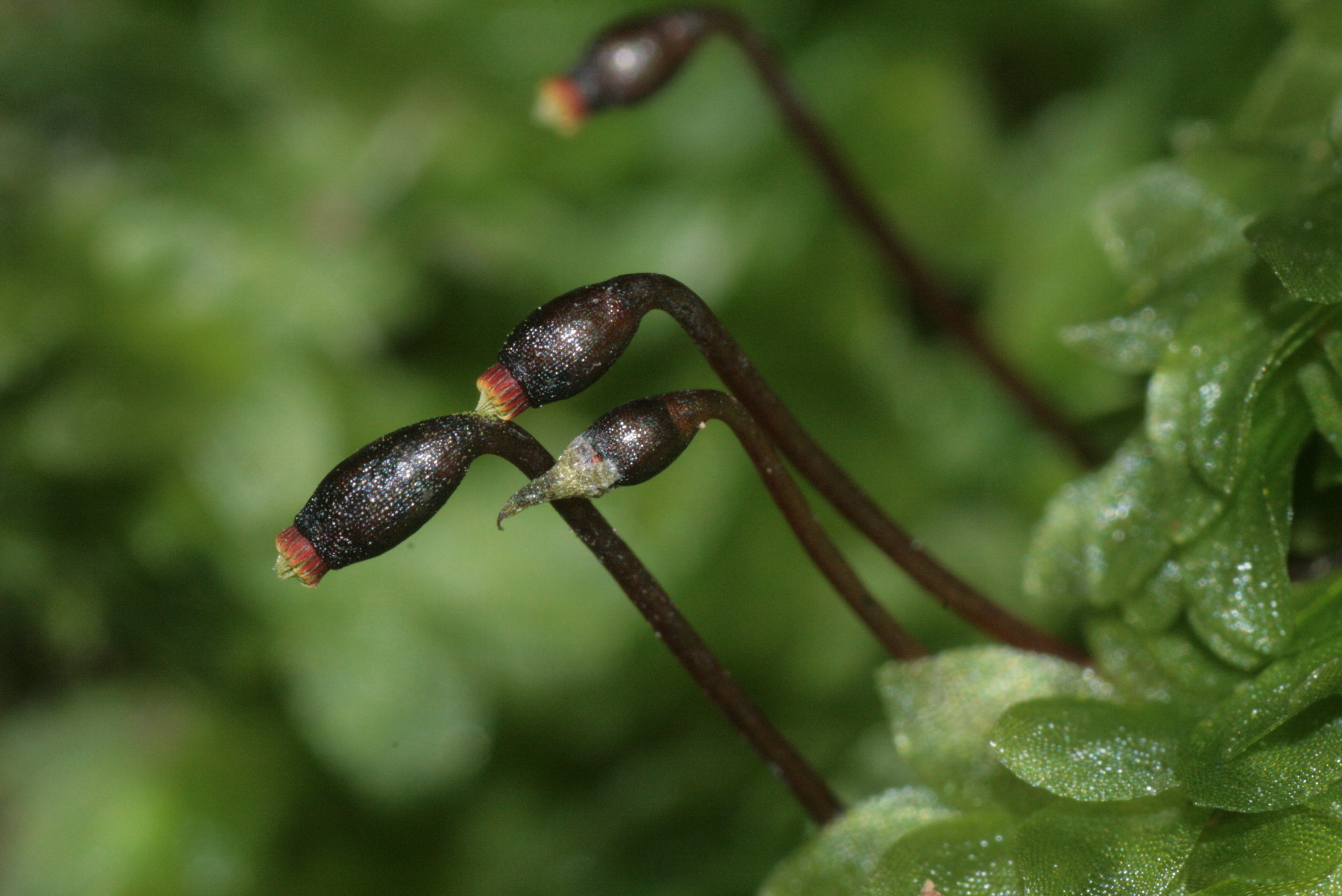